# Takeo Fukuda
Takeo Fukuda (jap. 福田 赳夫 Fukuda Takeo; ur. 14 stycznia 1905 w Kaneko (obecnie Takasaki) w prefekturze Gunma, zm. 5 lipca 1995 w Tokio) – japoński prawnik, polityk, członek Izby Reprezentantów w latach 1952–1990, wielokrotny minister finansów (1965–1966, 1968–1971, 1973–1974) oraz minister spraw zagranicznych (1971–1972), premier Japonii w latach 1976–78. Autor "doktryny Fukudy".

## Życiorys

### Młodość i kariera w ministerstwie finansów
Urodził się 14 stycznia 1905 roku we wsi Kaneko w prefekturze Gunma (obecnie część miasta Takasaki), będąc drugim synem w dawnej samurajskiej. Jego przodkowie w okresie Edo byli naczelnikami wsi. Tę pozycję w czasach późniejszych, jako już burmistrzowie, utrzymywali kolejno jego ojciec oraz starszy brat. Studiował prawo na Tokijskim Uniwersytecie Cesarskim. Po ukończeniu studiów w 1929 roku rozpoczął pracę w ministerstwie finansów. W następnych latach piął się po kolejnych szczeblach kariery urzędniczej w ministerstwie. W 1945 roku był już szefem sekretariatu ministra. Jego podwładnymi byli wówczas dwaj późniejsi premierzy i ministrowie finansów, Masayoshi Ōhira oraz Kiichi Miyazawa. W 1948 roku został aresztowany oraz oskarżony w związku ze aferą Shōwa-Denko, aferą korupcyjną, która doprowadziła do dymisji ówczesnego premiera – Hitoshiego Ashidy. Pomimo tego, że został później oczyszczony z zarzutów, Fukuda zrezygnował z pracy w ministerstwie w 1950 r.

### Kariera polityczna
Po odejściu z ministerstwa Fukuda postanowił wypróbować swoich sił w polityce, co w owych latach było stosunkowo powszechną praktyką pośród dawnych wysokich urzędników ministerialnych. Wykorzystał reputację swojej rodziny w rodzinnym okręgu i ubiegał się z powodzeniem o mandat deputowanego do Izby Reprezentantów w wyborach w 1952 roku jako kandydat niezależny. Niedługo potem poznał wracającego wówczas na japońską scenę polityczną byłego ministra Nobusuke Kishiego. Podążając za Kishim dołączył wspólnie z nim do Partii Liberalnej, ugrupowania ówczesnego premiera Shigeru Yoshidy. W 1954 roku, po konflikcie Kishiego z Yoshidą, w wyniku czego ten pierwszy został wydalony z Partii Liberalnej, Fukuda poszedł w jego ślady i również odszedł z partii. Następnie dołączył do nowo utworzonej przez Kishiego Japońskiej Partii Demokratycznej
Po zjednoczeniu Partii Liberalnej i Japońskiej Partii Demokratycznej w 1955 roku w Partię Liberalno-Demokratyczną (PLD), został członkiem nowego ugrupowania. Jako stronnik Kishiego został wyznaczony przez niego sekretarzem generalnym partii w 1959 roku. Niedługo później wszedł do rządu Kishiego jako minister rolnictwa i leśnictwa. Pełnił tę funkcję do momentu rezygnacji Kishiego z funkcji premiera wskutek protestów i zamieszek w roku 1960, związanych z ratyfikacją Japońsko-amerykańskiego traktatu o współpracy i bezpieczeństwie. 
Po objęciu w 1960 roku przez Hayato Ikedę funkcji premiera, przez prawie cztery lata pozostawał członkiem wewnątrzpartyjnej opozycji wobec nowego rządu. W 1964 roku udzielił poparcia kandydaturze Eisaku Satō na premiera i odegrał ważną rolę w formowaniu jego rządu, w którym został ministrem finansów (w 1965). W rządzie Satō jego kariera ponownie nabrała rozpędu. W latach 1966–1968 ponownie był sekretarzem generalnym PLD. W latach 1971–1972 kierował resortem spraw zagranicznych. Po ogłoszeniu przez Satō w 1972 roku przejścia na emeryturę, Fukuda był jednym z potencjalnych kandydatów na nowego premiera. Jak się jednak okazało, przegrał jednak partyjne wybory z ministrem handlu zagranicznego i przemysłu Kakueiem Tanaką. 
Został ministrem finansów w rządzie Tanaki po niespodziewanej śmierci poprzedniego ministra – Kiichiego Aichiego. Funkcję tę pełnił przez rok do momentu wyjścia na jaw afery Lockheeda, która doprowadziła do upadku rządu Tanaki. Ponieważ był powszechnie postrzegany jako rywal Tanaki i osoba niezwiązana z aferą, mimo faktu bycia członkiem jego rządu, został mianowany doradcą gospodarczym rządu przez nowego premiera Takeo Mikiego. 

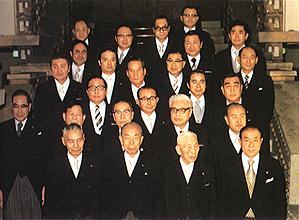
Rząd Fukudy po zaprzysiężeniu, 1976 r.

### Premier Japonii
Po słabym wyniku wyborczym PLD zastąpił Takeo Mikiego na funkcji przewodniczącego partii oraz premiera. Aby utrzymać większość parlamentarną, był zmuszony polegać na poparciu mniejszych partii. W polityce zagranicznej był zwolennikiem normalizacji stosunków z reformującymi się wówczas pod rządami Denga Xiaopinga komunistycznymi Chinami. W 1978 roku doprowadził do podpisania traktatu pokojowego pomiędzy obu państwami.

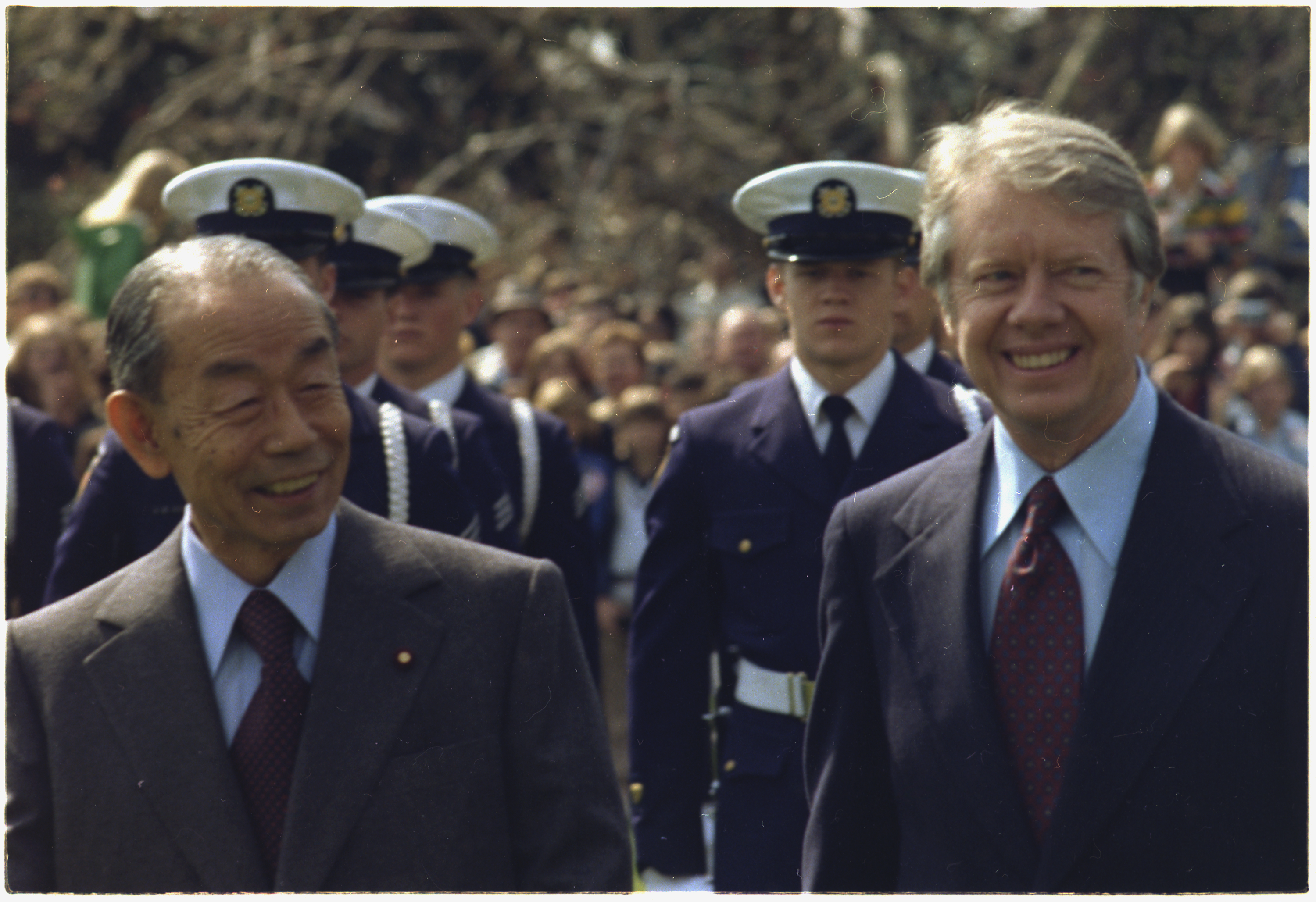
Fukuda z prezydentem Carterem, 1977 r.

W sierpniu 1977 r. na szczycie ASEAN w Manili, wygłosił przemówienie, w którym zawarł program tzw. „doktryny Fukudy”. W tym przemówieniu skupiał się na jego zdaniem trzech głównych celach japońskiej polityki zagranicznej, którymi były: 
1. Przezwyciężenie barier psychologicznych między krajami Azji Południowo-Wschodniej a Japonią, które powstały w wyniku działań wojsk japońskich podczas II wojny światowej;
2. Potwierdzenie zaangażowania Japonii na rzecz pokoju i pacyfizmu;
3. Zwiększenie wzajemnego, szczerego zaufania między Japonią a krajami ASEAN oraz przekonanie ich, że Japonii będzie w relacjach z nimi „równym partnerem” (a nie hegemonem gospodarczym, jakiego się obawiano)[8].

Pod koniec 1978 przeprowadził w partii prawybory, w których został pokonany przez Masayoshiego Ōhirę, po czym został zmuszony do rezygnacji ze stanowiska premiera. 

### Późniejsze lata i śmierć
Pomimo utraty fotela szefa rządu, pozostał członkiem Izby Reprezentantów do 1990 roku, kiedy ostatecznie już przeszedł na polityczną emeryturę. Zmarł w Tokio 5 lipca 1995 roku na rozedmę płuc, w wieku 90 lat.

## Życie prywatne
Jego najstarszym synem jest polityk Yasuo Fukuda, premier Japonii w latach 2007-2008. Był on pierwszym w historii Japonii synem byłego premiera, który później sprawował ten sam urząd. 